# الممزر
الممزر هو حي يقع في إمارة دبي في الإمارات العربية المتحدة ويبلغ عدد سكانها 2,260 نسمة. ووصل عدد السكان إلى (18,911) نسمة في العام 2023 بكثافة سكانية تعادل (3260) فرد/كم² بحسب بيانات مركز دبي للإحصاء. تتربع ممزر دبي على ساحل ديرة الشرقي ويحيط بها كل من منطقة الوحيدة وهور العنز والخليج العربي وإمارة الشارقة عبر شارع الشيخ زايد E11 وتقسم إلى منطقتين، شمالية شرقية سكنية، والجزء الآخر يضم عقارات تجارية، وتضم المنطقة العديد من المعالم البارزة، ومنها حديقة الممزر، وندوة الثقافة والعلوم، ومقر شرطة دبي. وتتميز ممزر دبي بتنوعها الإجتماعي حيث يقطن فيها المواطنون والمقيمون الأجانب على حد سواء، وتعتبر محطتي مترو القيادة وأبوهيل أقرب محطتين إلى المنطقة. وسميت الممزر بهذا الاسم بسبب غمر المياه لها من خور الممزر ويقال في اللهجة العامية مزر الشيء أي ملأه.

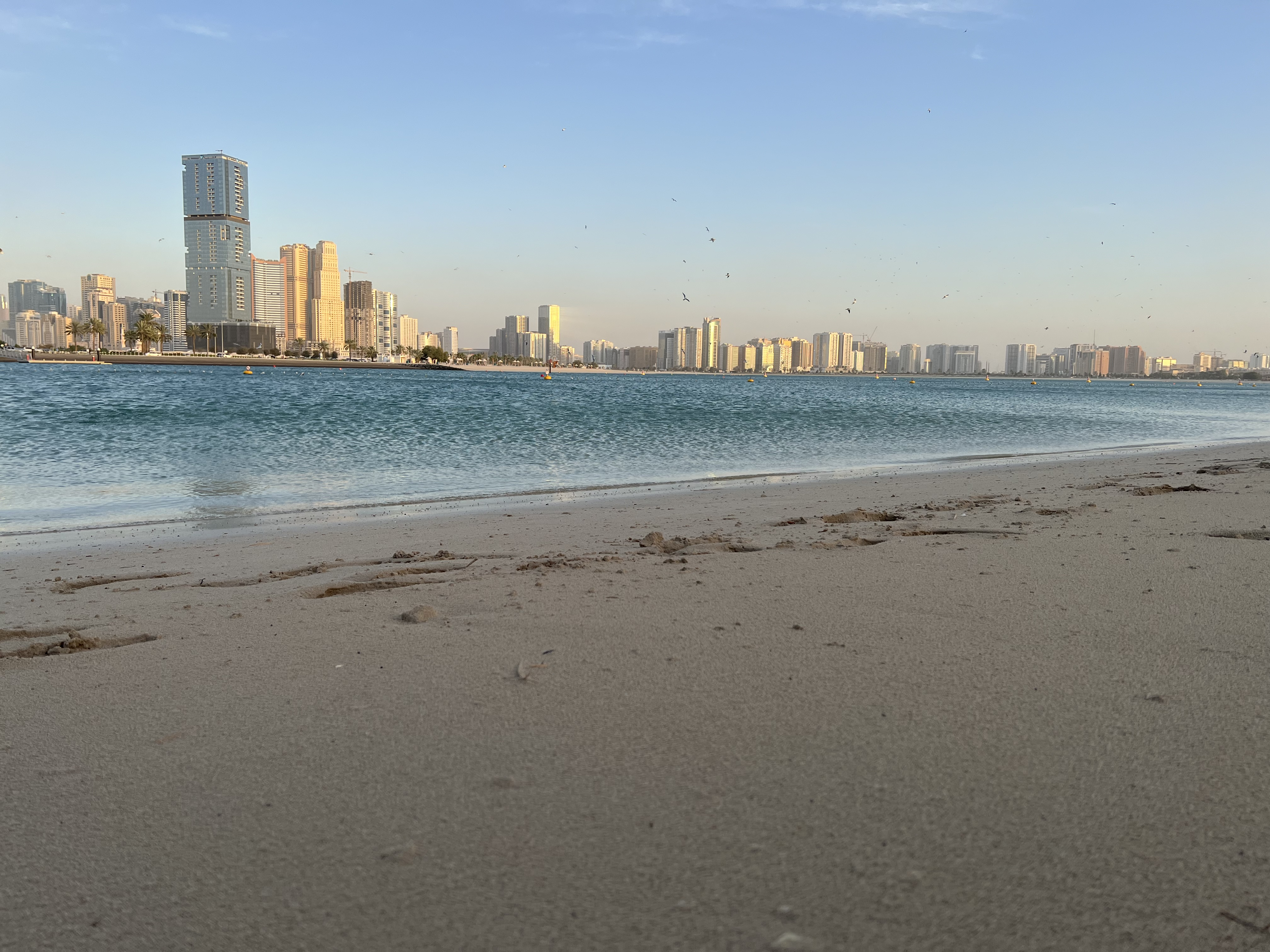
شاطئ الممزر - دبي

ويشتهر حي الممزر بشاطئه المفتوح الذي يعد من أشهر الشواطئ المفتوحة وبشكل مجاني ويتميز بموقعه الفريد الذي يربط بين إمارتين دون بوابات وهما إمارتا دبي والشارقة كما يتميز بحديقته الواسعة

## حديقة الممزر

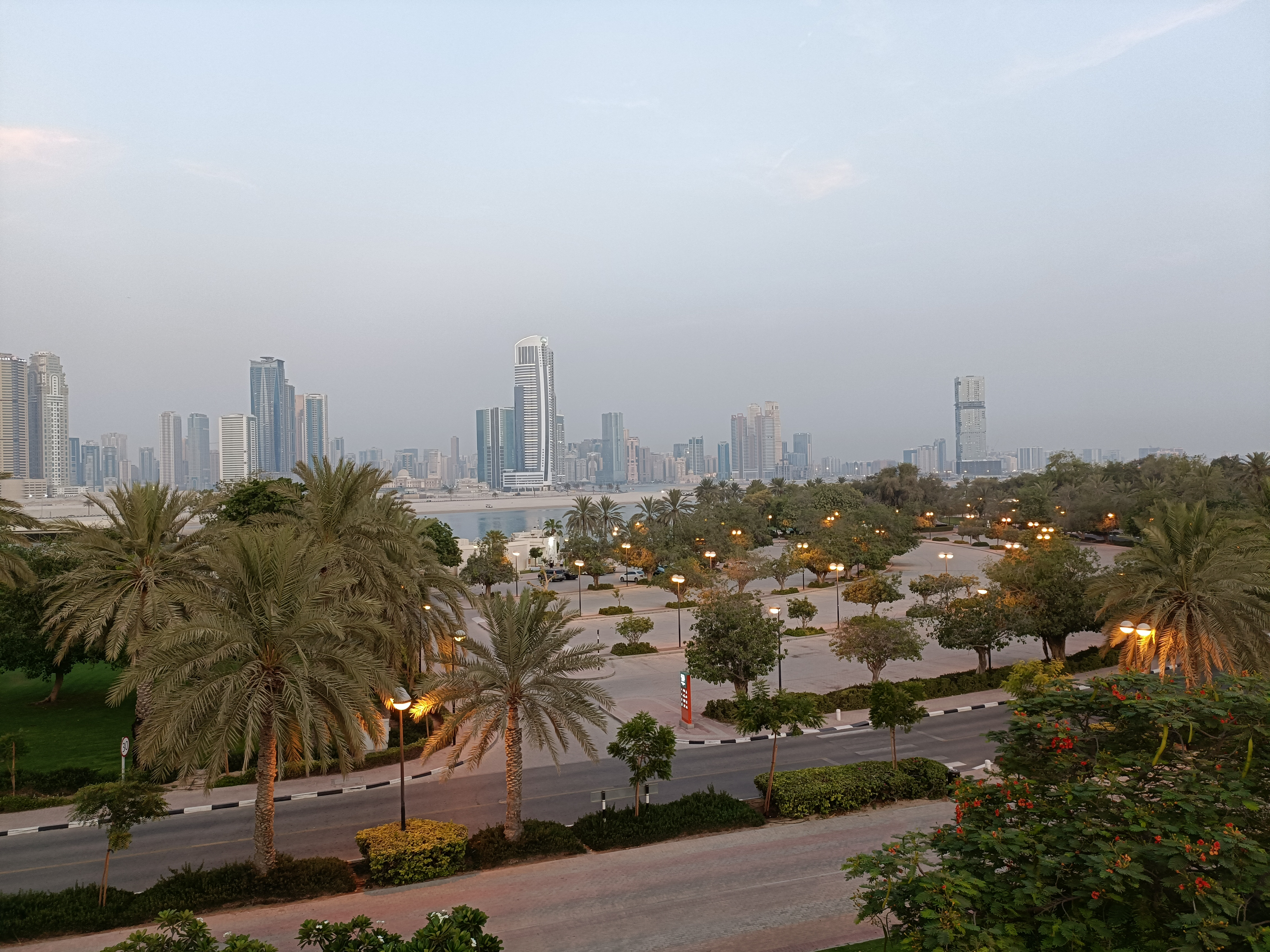
حديقة الممزر

تعتبر من أكثر حدائق دبي تكاملاً، وتضم  أربع حدائق الحديقة الأولى تضم المدرج الدائري ومنطقة النجيل الأخضر الخالية من الأشجار، وتضم الثانية الغابة التي تحتوي على مئات الأشجار والنباتات بينما تضم الثالثة الشاطئ أما الرابعة فتضم الكورنيش المطل مباشرة على الشارقة وتبلغ مساحة الأسوار النباتية 8394 متراً طولياً، وأحواض الزهور 6406 أمتار مربعة وتضم الحديقة كذلك مسبحاً كبير الحجم متداخلاً بثلاثة مسابح ترفيهية لمختلف الأعمار كما تم تزويدها بمختلف أنواع ألعاب الأطفال
وقدوصل عدد زوار حديقة الممزر  إلى أكثر من 951 ألف زائراً خلال النصف الأول من 2023